# Liga Polaca de Fútbol Americano

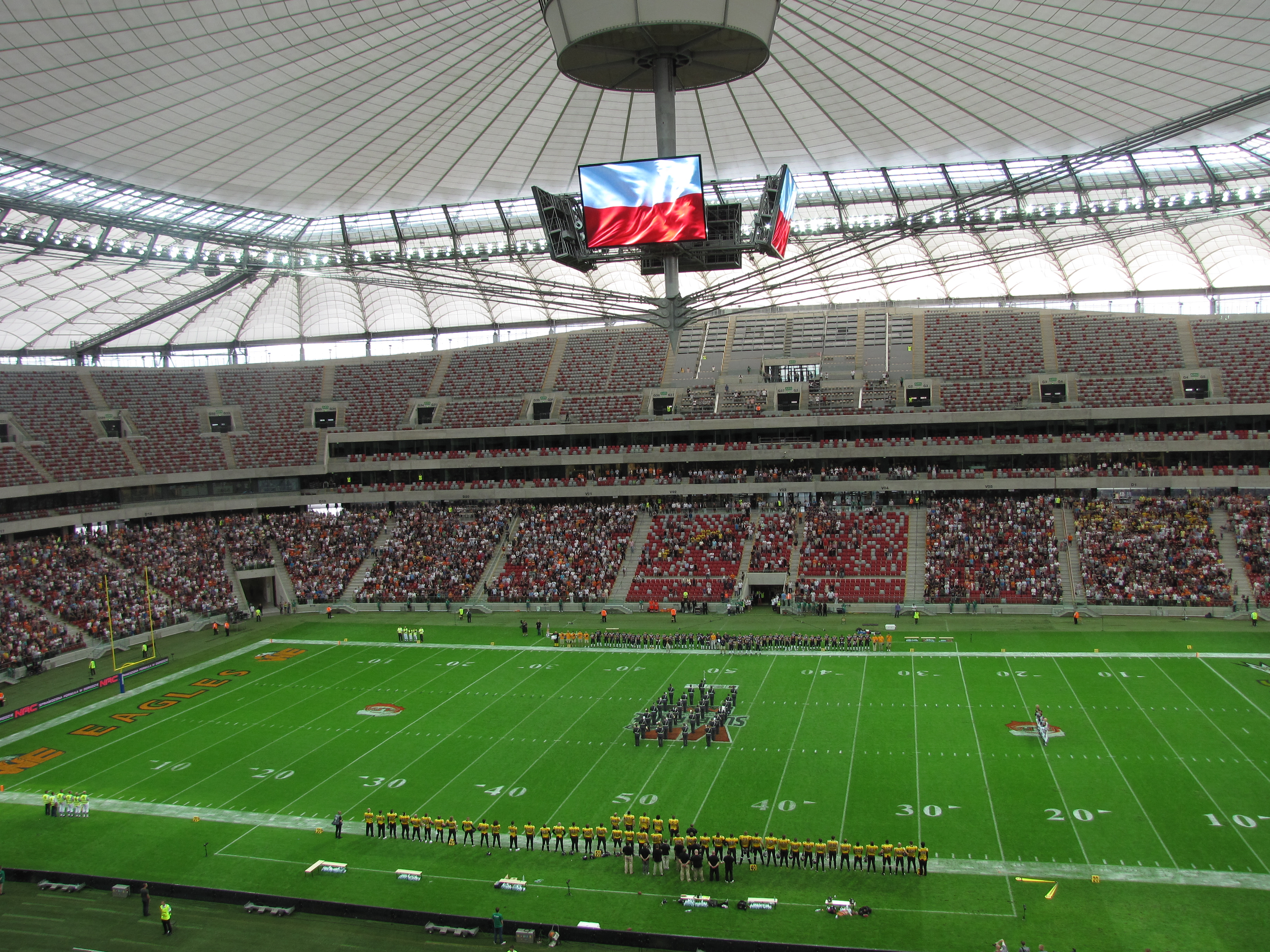
Polish Bowl de 2012.

La Liga Polaca de Fútbol Americano (PLFA por las iniciales de su nombre oficial, en idioma polaco, Polska Liga Futbolu Amerykańskiego) es la competición más importante de fútbol americano que se disputa en Polonia. Se juega bajo las reglas del fútbol americano universitario de la NCAA.

## Historia
La primera liga se disputó en 2006. En 2008 la liga se dividió en dos divisiones, PLFA I y PLFA II. En 2012 se creó la Topliga, una conferencia con los 6 mejores equipos entre los que se disputan el título nacional. El partido final se conoce como Polish Bowl, aunque su nombre oficial es SuperFinał PLFA. Después de la temporada 2017, hubo una división en el fútbol americano polaco, 20 clubes dejaron el PLFA y fundaron una nueva liga, el Liga Futbolu Amerykańskiego (LFA).

### Palmarés
| Año  | Polish Bowl | Sede                                       | Campeón              | Subcampeón           | Resultado |
| ---- | ----------- | ------------------------------------------ | -------------------- | -------------------- | --------- |
| 2006 | I           | Marymont Stadium (Varsovia)                | Warsaw Eagles        | Gdynia Seahawks      | 34-6      |
| 2007 | II          | Marymont Stadium (Varsovia)                | Wrocław Giants       | Silesia Miners       | 18-0      |
| 2008 | III         | Estadio Olímpico (Breslavia)               | Warsaw Eagles        | Gdynia Seahawks      | 26-14     |
| 2009 | IV          | Marymont Stadium (Varsovia)                | Silesia Miners       | Wrocław Giants       | 18-7      |
| 2010 | V           | Niskie Łąki Stadium (Breslavia)            | Wrocław Devils       | Wrocław Giants       | 26-21     |
| 2011 | VI          | Bielawianka stadium (Bielawa)              | Wrocław Giants       | Wrocław Devils       | 27-26     |
| 2012 | VII         | Estadio Nacional de Polonia (Varsovia)     | Gdynia Seahawks      | Warsaw Eagles        | 52-37     |
| 2013 | VIII        | Estadio Nacional de Polonia (Varsovia)     | Wrocław Giants       | Warsaw Eagles        | 29-13     |
| 2014 | IX          | Estadio Nacional de Polonia (Varsovia)     | Gdynia Seahawks      | Panthers Wrocław     | 41-32     |
| 2015 | X           | Estadio Municipal de Breslavia (Breslavia) | Gdynia Seahawks      | Panthers Wrocław     | 28-21     |
| 2016 | XI          | Estadio Municipal de Białystok (Białystok) | Panthers Wrocław     | Gdynia Seahawks      | 56-13     |
| 2017 | XII         | Estadio Widzew Łódź (Łódź)                 | Panthers Wrocław     | Gdynia Seahawks      | 55-21     |
| 2018 | XIII        | Estadio Olímpico de Breslavia (Breslavia)  | Lowlanders Białystok | Panthers Wrocław     | 14-13     |
| 2019 | XIV         | Estadio Olímpico de Breslavia (Breslavia)  | Panthers Wrocław     | Lowlanders Białystok | 28-14     |

## Equipos de la temporada 2019

### Topliga
- Bydgoszcz Archers
- Kaunas Dukes
- Kraków Tigers
- Vilnius Iron Wolves
- Warsaw Eagles
- Ząbki Dukes